# Jason David
Jason Aeron Walter David  (12 de junho de 1982, Edmonton, Alberta) é um jogador de futebol americano que atua como cornerback e atualmente é free agent. Ele foi draftado pelo Indianapolis Colts na quarta rodada do Draft de 2004 da NFL. 
David também jogou pelo New Orleans Saints e pelo Detroit Lions.